# Merci Sylvestre
Pour les articles homonymes, voir Sylvestre.
Merci Sylvestre est une série télévisée française en six épisodes de 52 minutes créée par Serge Korber et diffusée du 7 janvier au 11 février 1983 sur TF1, les scénaristes sont Jean-Jacques Tarbès et Christian Watton.
Au Québec, la série est annoncée pour le 15 avril 1984 à la Télévision de Radio-Canada dans Les Beaux Dimanches en remplacement de matchs éliminatoires de hockey de la LNH,.

## Synopsis
Scientifique au chômage, Sylvestre Dubois, 37 ans, est contraint à une vie d'homme au foyer, au grand désespoir de son épouse, Josée, une dentiste.
L'Agence pour l'Emploi n'a rien d'autre à lui proposer qu'un emploi d'« homme de ménage ». Il fait croire à Josée qu'il s'agit de travaux de recherche.
Son nouvel emploi l'embarque dans diverses aventures qui lui font affronter des escrocs et des espions, sauver des mariages, au fil des épisodes.

## Distribution
- Jean-Luc Moreau : Sylvestre Dubois
- Anne Lefébure : Josée Dubois
- Dominique Pinon : Marcel Ballu
- Denise Grey : Céleste Dupuisard
- Maurice Risch : Maurice Dupuisard
- Robert Dalban : Le vieux directeur
- Alain Doutey : M. Blot
- Paul Préboist : M. Vacheron
- Dany Carrel : Claude
- Jean-Pierre Darras : Le psy
- Alain Goraguer
- Bernard Musson
- Philippe Brizard : Smith
- Clément Harari : Kougloff
- Catherine Serre : Simone Vacheron alias Petulia Winchester, la call-girl
- Roger Carel : Helmut Krapstein

## Épisodes
1. L'Homme de ménage
2. Le Psychothérapunk
3. La Femme PDG
4. Merveilleuse Daphné
5. Du caviar dans le ketchup
6. La Call-girl

## Générique
La chanson du générique, L'homme de ménage, sur une musique d'Alain Goraguer et des paroles malicieuses de Claude Lemesle, est interprétée par Gilles Marchal.